# Scopula subquadrata
Scopula subquadrata är en fjärilsart som beskrevs av Achille Guenée 1857. Scopula subquadrata ingår i släktet Scopula och familjen mätare. Inga underarter finns listade.